# Bulbophyllum incurvum
Bulbophyllum incurvum é uma espécie de orquídea (família Orchidaceae) pertencente ao gênero Bulbophyllum. Foi descrita por Louis Marie Aubert du Petit-Thouars em 1822.